# أولكسندر سيروتا
أولكسندر ميخايلوفيتش سيروتا (بالأوكرانية: Олександр Михайлович Сирота)‏،من مواليد 11 يونيو 2000) هو لاعب كرة قدم أوكراني محترف يلعب في مركز الدفاع في فريق دينامو كييف.

## وصلات خارجية
- الملف الشخصي على موقع UAF الرسمي باللغة الأوكرانية